# Dassault Mirage IV
Dassault Mirage IV var ett franskt kärnvapenbärande bombflygplan som konstruerades av Dassault Aviation i slutet av 1950-talet. Den var ursprungligen tänkt som en interimslösning i väntan på ett större och mer kapabelt bombflygplan, men när inget sådant blev verklighet fortsatte Mirage IV att utgöra den flygburna delen av Frankrikes kärnvapenstyrkor tills den ersattes av Mirage 2000N i mitten av 1990-talet. Som spaningslygplan tjänstgjorde det fram till 2005.

## Utveckling
Efter att Frankrike och Storbritannien tvingats dra sig ur Suezkrisen efter sovjetiska kärnvapenhot beslutade Charles de Gaulle att Frankrike skulle skaffa sig en kärnvapenstyrka kapabel att ”avskräcka från aggression”. För det behövdes ett flygplan kapabelt att bära en kärnvapenbomb från Frankrike till mål i västra Sovjetunionen och som dessutom kunde flyga tillräckligt högt och snabbt för att undgå bekämpning. Det bombflygplan som man redan hade, Sud Aviation Vautour, hade visserligen längre räckvidd, men den kunde inte flyga i överljudsfart och den hade inte heller kapacitet att operera i mörker eller dåligt väder. Dassault Aviation började därför bygga på en uppförstorad variant av Mirage III med dubbelt så stor vingyta och två motorer i stället för en. Prototypen genomförde sin jungfruflygning den 17 juni 1959 och den 15 september 1960 satte den hastighetsrekord på distansen 1 000 km med en genomsnittsfart på 1 820 km/h. Senare samma månad satte den även rekord på 500 km med 1 972 km/h.
När Storbritanniens TSR-2 lades ner 1965 föreslogs att RAF i stället skulle köpa Mirage IV tillverkade på licens av BAC. Dessa skulle ha en 61 cm bredare flygkropp för att få plats med de större motorerna Rolls-Royce Spey. Beteckningen för projektet var Mirage IV* eller Mirage IVS (som i Spey). RAF valde att i stället satsa på F-111K som inte heller den någonsin blev verklighet.
I slutet av 1970-talet byggdes tolv stycken Mirage IVA om för spaningsuppdrag med en CT-52 spaningskapsel i stället för kärnvapenbomb under buken. CT-52 var modulär och kunde anpassas för olika typer av spaningsuppdrag på hög eller låg höjd samt i dagsljus eller mörker. Dessa fick beteckningen Mirage IVR. Ytterligare nitton Mirage IVA byggdes om för att bära kärnvapenroboten ASMP och fick därefter beteckningen Mirage IVP.

## Konstruktion
Mirage IV är likt förebilden Mirage III ett deltavingat flygplan med 60° svepvinkel, men är dubbelt så tungt och har dubbelt så stor vingyta. Det har två motorer placerade sida vid sida i bakkroppen med två luftintag med justerbara chockkoner på var sin sida om flygkroppen vid vingens framkant. Besättningen består av två man, pilot och navigatör, placerade i två sittbrunnar i tandem. Navigatören fungerar även som bombfällare och kan sikta antingen med radar eller med ett optiskt bombsikte i form av ett periskop på flygplanets undersida. Mirage IV saknar bombutrymme, hela flygkroppen är fylld med bränsletankar, men atombomberna AN-11 och AN-22 eller spaningskapseln CT-52 kan bäras till hälften infällt i flygkroppen. För att kunna starta med full last på korta banor kunde den utrustas med tolv stycken RATO-raketer. För landning kunde en bromsskärm användas.

## Användning
Mirage IV började levereras till Armée de l'Air i februari 1964 och i oktober samma år var den första divisionen operativ. Totalt nio divisioner fördelade på tre flottiljer (91:a, 93:e och 94:e) utrustades med Mirage IVA. Vid högsta beredskap var tolv flygplan i luften, tolv stycken i omedelbar beredskap på marken och ytterligare tolv i 45 minuters beredskap. Av dem var hälften av flygplanen beväpnade med kärnvapen och den andra hälften med lufttankningsutrustning. Därutöver tillkom en reserv av 26 flygplan. Med lufttankning kunde Mirage IV nå Murmansk, Sankt Petersburg, Moskva, Minsk eller Kiev från baser i Frankrike. Det är dock tveksamt ifall flygplanen verkligen klarade av att återvända till Frankrike efter ett uppdrag med den längden.

## Bilder

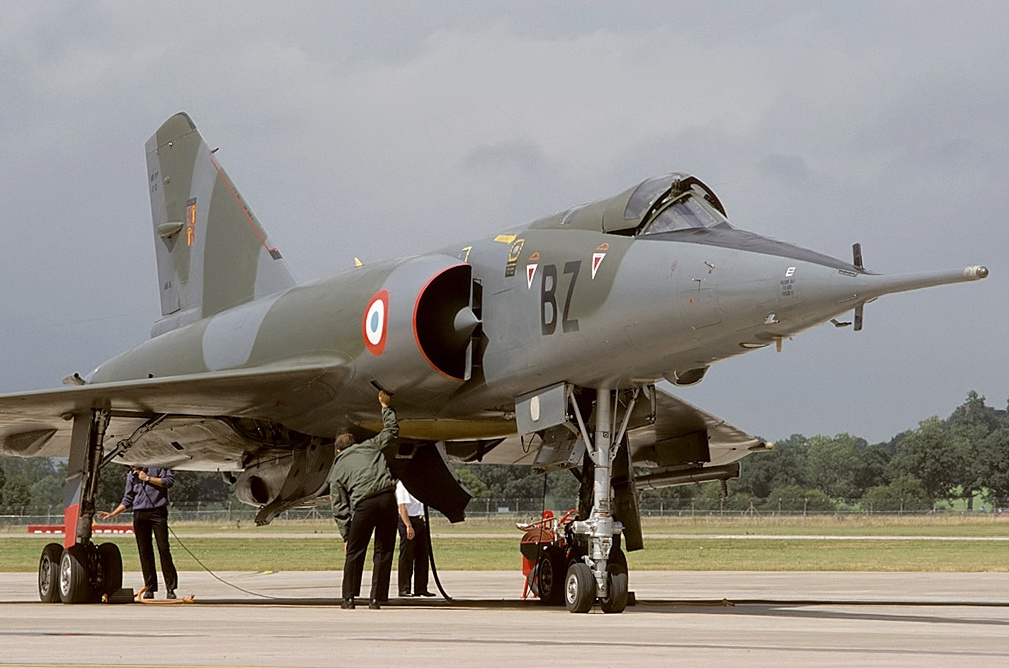
En Mirage IVP vid Fairford i England under övningen RIAT 2003, juli 2003.
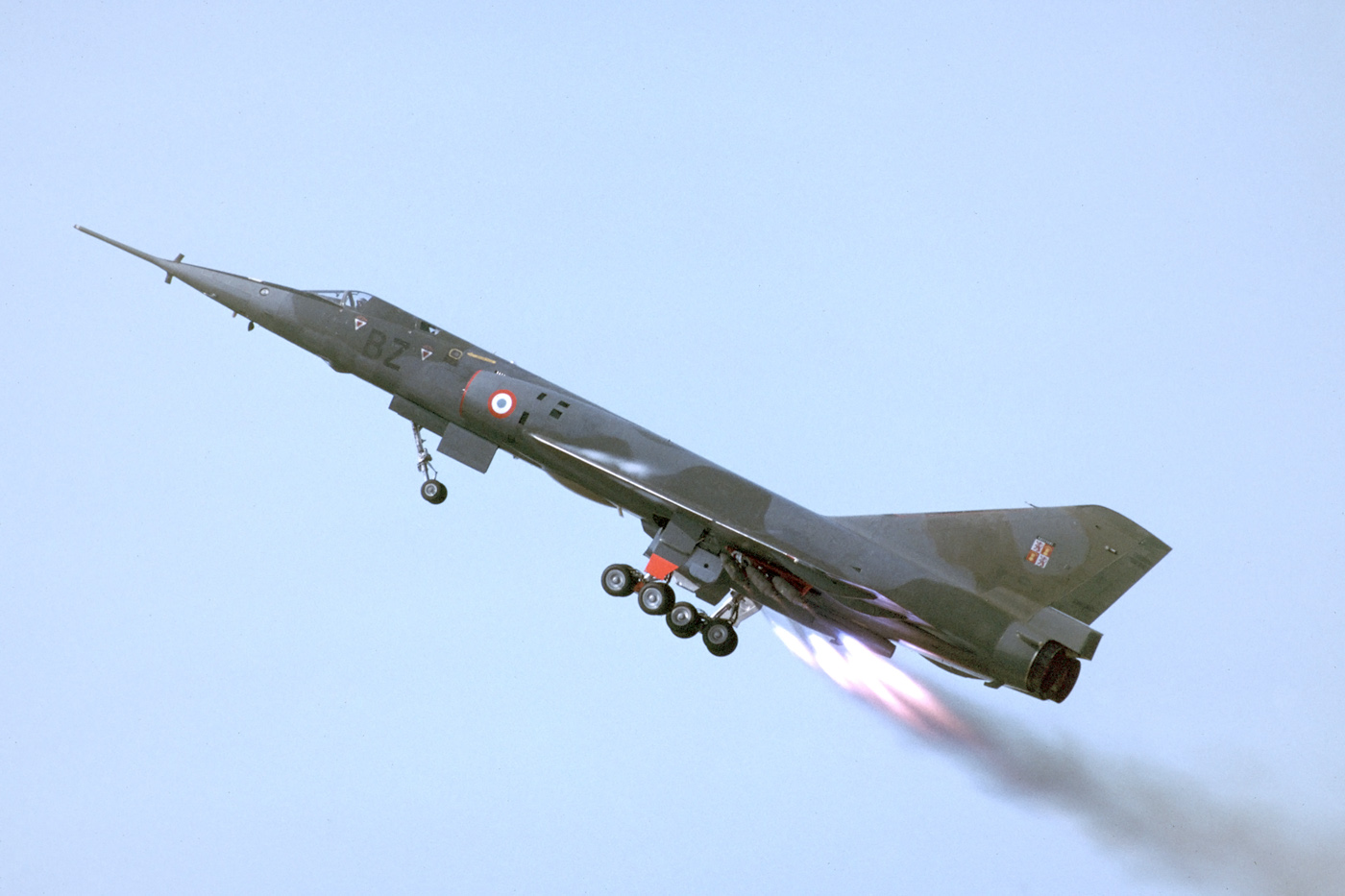
En Mirage IVP startar med RATO-raketer, juli 1998.
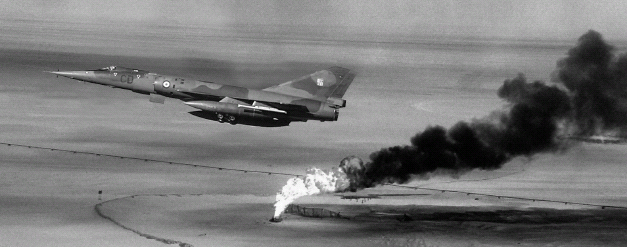
En Mirage IV under ett spaningsuppdrag över Kuwait, 1991.

## Varianter
- Mirage IV 01 – Första prototypen med SNECMA Atar 09C-motorer, använd för högfartsprov.
- Mirage IV 02 – Förproduktionsserie, i stort sett identiska med produktionsmodellen. 3 byggda.
- Mirage IVA – Produktionsserie. 62 byggda.
- Mirage IVB – Större variant med längre räckvidd. Inga byggda.
- Mirage IVC – Större variant med längre räckvidd och Pratt & Whitney J75-motorer. Inga byggda.
- Mirage IV* – Variant projekterad för Storbritannien med Rolls-Royce Spey-motorer. Inga byggda.
- Mirage IVR – Spaningsversion med spaningskapseln CT-52. 12 ombyggda från Mirage IVA.
- Mirage IVP – Bombplansvariant beväpnad med roboten ASMP. 19 ombyggda från Mirage IVA.